# گواسیمو (کانتون)

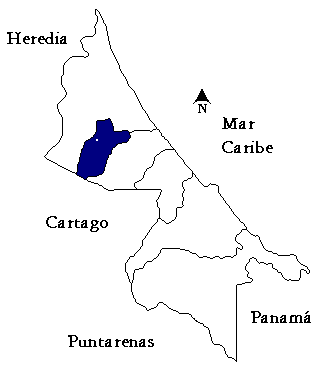
کانتون گواسیمو در استان لیمون

گواسیمو نام ششمین کانتون استان لیمون در کشور کاستاریکا است. این کانتون مساحتی به وسعت ۵۷۶٫۴۸ کیلومترمربع را پوشش می‌دهد و جمعیتی بالغ بر ۳۷٬۵۴۹ را در خود جای داده‌است. مرکز آن نیز گواسیمو نامیده می‌شود.